# Battaglia di Naisso
La battaglia di Naisso fu combattuta al principio del 269 a Naissus (moderna Niš, Serbia) tra i Goti e l'esercito romano guidato dall'imperatore romano Claudio II e da Aureliano (comandante della cavalleria). La vittoria romana annullò la minaccia gota per almeno un secolo e fu ottenuta grazie all'impiego della nuova organizzazione militare data all'esercito romano: il comitatus.

## Contesto storico
La battaglia fu l'atto finale dell'invasione gota dell'Impero romano iniziata alla fine del 267 e durata fino ai primi mesi del 269. I Goti attraversarono il Danubio invadendo la Pannonia, dove attaccarono e saccheggiarono parecchie città. Si giunse a temere che l'orda barbarica potesse raggiungere la stessa Roma.
Gallieno riuscì a fermare l'avanzata dei Goti, infliggendo loro una pesante sconfitta in primavera, forse ad aprile, ma, indebolito da anni di lotte civili, non fu in grado di espellerli dai territori dell'impero. I Goti continuarono allora a saccheggiare per tutta l'estate del 268, finché Claudio il Gotico, non riuscì a organizzare una nuova spedizione per l'inizio dell'anno seguente ed a obbligare alla battaglia i barbari a Naissus.

## Forze in campo e battaglia
In occasione della battaglia, Claudio era a capo di un comitatus, un esercito ad alta mobilità composto principalmente di forze di cavalleria. Il comitatus di Gallieno era composto probabilmente da unità della Guardia Pretoriana, che accompagnava sempre l'imperatore in battaglia, e da vexillationes delle legioni II Parthica, I Minervia, XXX Ulpia Victrix, VIII Augusta, XXII Primigenia, I, II e III Italica, X, XIII e XIV Gemina, I e II Adiutrix, IV Flavia Felix, VII e XI Claudia e V Macedonica.

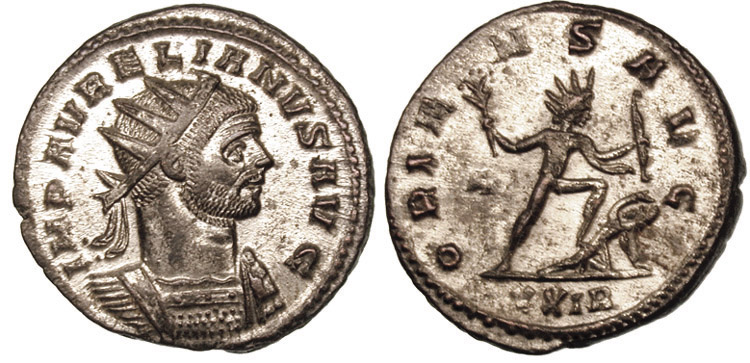
Antoniniano di Aureliano. Fu il futuro imperatore a decidere le sorti della battaglia, ordinando una vittoriosa manovra della cavalleria romana che spazzò via la cavalleria pesante gota.

I barbari erano arrivati nel cuore della Mesia percorrendo la strada che da Tessalonica conduce a Scupi e poi verso nord, dopo aver devastato i territori della Pelagonia, in uno primo scontro con le avanguardie della cavalleria romana degli equites Delmatae, comandati dal futuro imperatore Aureliano, persero ben tremila armati.
I Goti, che godevano della superiorità numerica, obbligarono ad indietreggiare i Romani. Questi, però, riuscirono a non rompere la formazione e addirittura a organizzare una contro-offensiva. Il colpo decisivo fu inferto dalla cavalleria di Aureliano: oltre a sostenere il contrattacco, il comandante della cavalleria sbaragliò la cavalleria pesante gota e prese i nemici alle spalle, di sorpresa.
A questo punto i Goti si ritirarono con ordine nel loro accampamento fortificato, ma ancora una volta la cavalleria romana intervenne, assaltando il laager goto e massacrandone i difensori. Nel caos che ne seguì, i Goti subirono 50 000 perdite, tra morti e feriti, con migliaia di prigionieri.
La vittoria di Claudio il Gotico fu meno decisiva di quanto sarebbe stato possibile. I sopravvissuti alla battaglia di Naisso, proteggendosi con i carri si diressero in Macedonia. Durante la lunga marcia sulla via del ritorno, molti morirono con le loro bestie, oppressi dalla fame, altri furono uccisi in un nuovo scontro con la cavalleria romana. La marcia dei Goti proseguì in direzione orientale verso il monte Hemaus. Qui i barbari, seppure circondati dalle legioni, riuscirono a procurare non poche perdite alla fanteria romana, che fu salvata solo grazie ad un nuovo intervento della cavalleria, facendo risultare più lieve la sconfitta.

## Conseguenze
La vittoria di Naissus, dopo quella subita in primavera, ebbe come conseguenza l'annullamento della minaccia gota. Alcuni Goti rimasero in territorio romano fino al 271, quando Aureliano li respinse definitivamente oltre il Danubio. Altri, principalmente i prigionieri della battaglia, entrarono nelle file dell'esercito romano, partecipando alle vittoriose campagne di Claudio e di Aureliano.
L'effetto della battaglia fu che per almeno un secolo non si verificò più alcuna invasione gota.

## Claudio o Gallieno vincitore di Naisso?
Esiste una controversia sulla possibilità che anche Gallieno possa aver condotto, ancora in vita, l'esercito in battaglia. Il fatto che Gallieno sia morto il settembre 268 davanti alle porte di Mediolanum (Milano), fa ritenere che non fosse presente alla battaglia, avvenuta nel 269. Inoltre il suo successore Claudio venne accreditato della vittoria contro i Goti dal Senato romano (ostile a Gallieno, in verità), tanto da ricevere il titolo di Gothicus maximus col quale è noto anche oggi.
Le ragioni dietro questa ipotesi sono che Claudio ricevette un titolo molto importante, attestato da tutte le fonti, e che per quanto Gallieno fosse avversato dal senato e Claudio onorato, tale conferimento non sarebbe stato possibile nel caso fosse stato Gallieno l'imperatore vittorioso. Inoltre è testimoniata una vittoria minore di Gallieno nei pressi del fiume Nessus (il Mesta, al confine tra Macedonia e Tracia), in cui i Goti vennero sconfitti subendo tremila perdite dalla cavalleria dalmata di Gallieno: tale vittoria, che malgrado il nome simile non va confusa con quella di Naisso, potrebbe essere stata origine dell'attribuzione della vittoria più grande del settembre 268 a Gallieno. Va anche considerato che se Gallieno avesse davvero ottenuto una grande vittoria, sarebbe stata molto inverosimile la materializzazione della congiura che ne causò la morte a Milano. All'interno di tale tesi, la vittoria minore di Nessus risalirebbe al 268, Gallieno sarebbe stato assassinato nel settembre 268, e la vittoria a Naisso andrebbe spostata al 269.
Va rimarcato, però, che se anche Gallieno fosse presente alla battaglia, la vittoria sia stato merito principalmente dei suoi comandanti, di Claudio e in particolar modo di Aureliano.